# Hajime Moriyasu
Hajime Moriyasu (jap. 森保 一 Moriyasu Hajime; ur. 23 sierpnia 1968 w Kakegawie) – japoński piłkarz, reprezentant kraju grający na pozycji defensywnego pomocnika. Obecnie jest trenerem.

## Kariera klubowa
Hajime Moriyasu zawodową karierę piłkarską rozpoczął w 1987 roku w klubie Mazda Hiroshima. W Mazdzie, która w 1992 zmieniła nazwę na Sanfrecce Hiroszima występował do 2001 (z krótką przerwą na wypożyczenie do Kyoto Purple Sanga). Ostatnie dwa lata kariery spędził w drugoligowej Vegalcie Sendai.

## Kariera reprezentacyjna
Moriyasu występował w reprezentacji Japonii w latach 1992-1995. W 1992 uczestniczył w Pucharze Azji, który zakończył się zwycięstwem Japonii. Na turnieju rozgrywanym w Japonii wystąpił w czterech meczach z ZEA, Koreą Północną, Iranem i Chinami (w finale z Arabią Saudyjską nie wystąpił z powodu kartek).
W 1993 uczestniczył w eliminacjach Mistrzostw Świata 1994. W 1995 roku uczestniczył w drugiej edycji Pucharu Konfederacji. Na turnieju w Arabii Saudyjskiej był rezerwowym i nie wystąpił w żadnym meczu. W sumie w reprezentacji wystąpił w 35 spotkaniach, w których strzelił 1 bramkę.

## Statystyki
| Reprezentacja Japonii | Reprezentacja Japonii | Reprezentacja Japonii |
| Rok                   | Mecze                 | Gole                  |
| --------------------- | --------------------- | --------------------- |
| 1992                  | 7                     | 0                     |
| 1993                  | 15                    | 0                     |
| 1994                  | 4                     | 0                     |
| 1995                  | 6                     | 0                     |
| 1996                  | 3                     | 1                     |
| Razem                 | 35                    | 1                     |

## Kariera trenerska
Po zakończeniu kariery piłkarskiej Moriyasu został trenerem. Był asystentem trenera w reprezentacji Japonii U-18 i U-20 oraz w Sanfrecce Hiroszima. W latach 2010–2011 był asystentem trenera pierwszoligowego Albirexu Niigata. Od 2018 roku jest trenerem seniorskiej reprezentacji Japonii.